# Слънцето също е звезда
„Слънцето също е звезда“ (на английски: The Sun Is Also a Star) е американска тийн драма от 2019 г. на режисьора Рай Русо-Йънг, по сценарий на Трейси Оливър, базиран на едноименния роман, написан от Никола Юн и във филма участват Яра Шахиди, Чарлс Мелтън и Джон Легуизамо.
Филмът е пуснат по кината в Съединените щати на 17 май 2019 г. от „Уорнър Брос. Пикчърс“ и „Метро-Голдуин-Майер“. Филмът получава смесени отзиви от критиците и печели 6,8 млн. щатски долара в световен мащаб.